# Даян Венора
Діана Венора (англ. Diane Venora; 10 серпня 1952) — американська акторка.

## Біографія
Діана Венора народилася 10 серпня 1952 року в Гартфорді, штат Коннектикут. Батько Роберт Венора, мати Марі Брукс. Закінчила середню школу в 1970 році. Виступала в різних мюзиклах і п'єсах, а також вчилася в Бостонській консерваторії. Навчаючись у ній Верона виграла стипендію на навчання в Джульярдській школі в Нью-Йорку, яку закінчила в 1977 році.

## Кар'єра
Почала працювати в театрі, граючи в шекспірівських п'єсах. На великому екрані дебютувала у фільмі «Вовки» (1981) з Альбертом Фінні. Потім знімалася в картинах Клуб «Коттон» (1984) і «Ілюзія вбивства» (1986). У 1988 році зіграла роль у біографічному фільмі Клінта Іствуда «Птах». Ця роль принесла їй кілька премій різних критиків, а також номінацію на «Золотий глобус». У 1994 році з'явилася в телесеріалах «Алея грому» та «Надія Чикаго». Також зіграла ролі в таких фільмах, як «Протистояння» (1995) з Аль Пачіно і Робертом де Ніро, «Ромео+Джульєта» (1996) з Леонардо Ді Капріо, «Шакал» (1997) з Брюсом Віллісом і Річардом Гіром, «Справжній злочин» (1999) з Клінтом Іствудом, «Тринадцятий воїн» з Антоніо Бандерасом і Омаром Шарифом, «Своя людина» з Аль Пачіно і Расселлом Кроу.

## Особисте життя
З 1980 по 1989 рік Діана Венора була в шлюбі з кінооператором Анджеєм Бартковяком, народилася одна дитина.

## Фільмографія
| Рік       |     | Українська назва                      | Оригінальна назва                          | Роль                           |
| --------- | --- | ------------------------------------- | ------------------------------------------ | ------------------------------ |
| 1980      | кф  | Потрапити туди                        | Getting There                              | Мелані                         |
| 1981      | ф   | Вовки                                 | Wolfen                                     | Ребекка Нефф                   |
| 1981      | с   | Медсестра                             | Nurse                                      | Еллен Брілл                    |
| 1982      | тф  | Сон літньої ночі                      | A Midsummer Night's Dream                  | Іполита                        |
| 1983      | тф  | Кук і Пірі: Гонка до полюса           | Cook & Peary: The Race to the Pole         | Марі Фідель Гант               |
| 1984      | ф   | Клуб «Коттон»                         | The Cotton Club                            | Глорія Свенсон                 |
| 1985      | тф  | Наша ера                              | A.D.                                       | Корінна                        |
| 1985      | ф   | Останній вибір                        | Terminal Choice                            | Анна Ленг                      |
| 1986      | ф   | Ілюзія вбивства                       | F/X                                        | Еллен Кейт                     |
| 1987      | ф   | Будяк                                 | Ironweed                                   | Маргарет Фелан                 |
| 1988      | ф   | Птах                                  | Bird                                       | Чен Паркер                     |
| 1990      | с   | Великі вистави                        | Great Performances                         | Офелія                         |
| 1993      | с   | Закон і порядок                       | Law & Order                                | Мара Федер                     |
| 1994      | с   | Алея грому                            | Thunder Alley                              | Боббі Тернер                   |
| 1994—1995 | с   | Надія Чикаго                          | Chicago Hope                               | доктор Гері Інфанте            |
| 1995      | ф   | Три бажання                           | Three Wishes                               | Джойс                          |
| 1995      | ф   | Протистояння                          | Heat                                       | Джастін                        |
| 1996      | тф  | Спеціальний репортаж: Подорож на Марс | Special Report: Journey to Mars            | лейтенант Таня Садавой         |
| 1996      | ф   | Заміна                                | The Substitute                             | Джейн Гетцко                   |
| 1996      | ф   | Прожити життя з Пікассо               | Surviving Picasso                          | Жаклін                         |
| 1996      | ф   | Ромео+Джульєта                        | Romeo + Juliet                             | Глорія Капулет                 |
| 1997      | кф  | Сід: Любовна історія                  | Seed: A Love Story                         | Джулія                         |
| 1997      | ф   | Шакал                                 | The Jackal                                 | майор Валентина Козлова        |
| 1999      | ф   | Справжній злочин                      | True Crime                                 | Барбара Еверетт                |
| 1999      | ф   | Тринадцятий воїн                      | The 13th Warrior                           | королева                       |
| 1999      | ф   | Викрадачі                             | The Joyriders                              | Селеста                        |
| 1999      | ф   | Молода дівчина і сезон дощів          | The Young Girl and the Monsoon             | Джованна                       |
| 1999      | ф   | Своя людина                           | The Insider                                | Ліана Віганд                   |
| 2000      | ф   | Гамлет                                | Hamlet                                     | Гертруда                       |
| 2000      | тф  | Погоня за часом                       | Race Against Time                          | доктор Гелен Стіл              |
| 2000      | с   | Практика                              | The Practice                               | Маргарет Вейкфілд              |
| 2000      | ф   | В очікуванні луни                     | Looking for an Echo                        | Джоанна Дельгадо               |
| 2001      | ф   | Вічна битва                           | Megiddo: The Omega Code 2                  | Габріелла Франсіні             |
| 2002      | ф   | Лікарня «Розбите серце»               | Heartbreak Hospital                        | Сандей Тайлер / Андреа Гармон  |
| 2004      | тф  | Позови                                | Class Actions                              | Джастін Гаррісон               |
| 2004      | с   | Закон і порядок: Спеціальний корпус   | Law & Order: Special Victims Unit          | Мерилін Несбіт                 |
| 2004      | ф   | Одного разу в США                     | Stateside                                  | місіс Генджер                  |
| 2004      | ф   | Перерваний світанок                   | Breaking Dawn                              | мати                           |
| 2005      | ф   | Самолікування                         | Self Medicated                             | Лоїс Еріксен                   |
| 2005      | ф   | Зачеплений                            | Touched                                    | Керол Девіс                    |
| 2005      | док | За межами Нарнії                      | C.S. Lewis: Beyond Narnia                  | Джой Грешам                    |
| 2005      | с   | Поріг                                 | Threshold                                  | Андреа Гаттен / Анджела Гаттен |
| 2006      | с   | Криміналісти: мислити як злочинець    | Criminal Minds                             | Доріс                          |
| 2007      | с   | Медіум                                | Medium                                     | Сара Джейн Левітт              |
| 2008      | с   | В останню мить                        | Eleventh Hour                              | Леа Мюллер                     |
| 2008      | ф   | Шлях клинка                           | Stiletto                                   | Сильвія Валадос                |
| 2008      | ф   | Бездітна                              | Childless                                  | Мері                           |
| 2009      | ф   | Слідувати за пророком                 | Follow the Prophet                         | Ред                            |
| 2009      | ф   | Пригоди маленького Геркулеса в 3D     | Little Hercules in 3-D                     | Гера                           |
| 2009      | ф   | Служителі                             | The Ministers                              | Джина Сантана                  |
| 2009      | кф  | Срібна вулиця                         | Silver Street                              |                                |
| 2009      | с   | Приватна практика                     | Private Practice                           | Шарон                          |
| 2009      | с   | NCIS: Полювання на вбивць             | NCIS: Naval Criminal Investigative Service | Шада                           |
| 2010      | с   | Анатомія Грей                         | Grey's Anatomy                             | Одрі Тейлор                    |
| 2010      | тф  | Список бажань                         | The Wish List                              | Бренда                         |
| 2010      | ф   | Усе найкраще                          | All Good Things                            | Дженсі Ріццо                   |